# Real Madrid Club de Fútbol 1987-1988
Questa voce raccoglie le informazioni riguardanti il Real Madrid Club de Fútbol nelle competizioni ufficiali della stagione 1987-1988.

## Stagione
Con una rosa parzialmente rinnovata, il Real Madrid mise facilmente le mani sul terzo titolo nazionale consecutivo, giungendo in semifinale sia in Coppa di Spagna (dove fu estromessa dalla principale rivale nella lotta in campionato, la Real Sociedad), sia in Coppa dei Campioni (in cui fu eliminato dal PSV a causa della regola dei gol fuori casa).

## Rosa
| N. |                   | Ruolo | Calciatore             |
| -- | ----------------- | ----- | ---------------------- |
|    | Spagna (bandiera) | P     | Francisco Buyo         |
|    | Spagna (bandiera) | P     | José Manuel Ochotorena |
|    | Spagna (bandiera) | P     | Agustín Rodríguez      |
|    | Spagna (bandiera) | D     | Chendo                 |
|    | Spagna (bandiera) | D     | Miguel Tendillo        |
|    | Spagna (bandiera) | D     | Manuel Sanchís         |
|    | Spagna (bandiera) | D     | José Antonio Camacho   |
|    | Spagna (bandiera) | D     | Jesús Ángel Solana     |
|    | Spagna (bandiera) | D     | Mino                   |
|    | Spagna (bandiera) | D     | Francisco Muñoz Pérez  |
|    | Spagna (bandiera) | D     | Antonio Maceda         |
|    | Spagna (bandiera) | D     | Antonio León           |
|    | Spagna (bandiera) | D     | Juan Carlos Mandiá     |

| N. |                       | Ruolo | Calciatore                |
| -- | --------------------- | ----- | ------------------------- |
|    | Spagna (bandiera)     | D     | Santiago Aragón           |
|    | Spagna (bandiera)     | C     | Rafael Gordillo           |
|    | Spagna (bandiera)     | C     | Martín Vázquez            |
|    | Spagna (bandiera)     | C     | Míchel                    |
|    | Spagna (bandiera)     | C     | Paco Llorente             |
|    | Spagna (bandiera)     | C     | Ricardo Gallego           |
|    | Spagna (bandiera)     | C     | Juan José Sánchez Maqueda |
|    | Spagna (bandiera)     | C     | Adolfo Aldana             |
|    | Spagna (bandiera)     | C     | Santiago Aragón           |
|    | Jugoslavia (bandiera) | A     | Milan Janković            |
|    | Messico (bandiera)    | A     | Hugo Sánchez              |
|    | Spagna (bandiera)     | A     | Emilio Butragueño         |
|    | Spagna (bandiera)     | A     | Santillana                |

## Statistiche

### Statistiche di squadra
| Competizione       | Punti | Totale | Totale | Totale | Totale | Totale | Totale | DR  |
| Competizione       | Punti | G      | V      | N      | P      | Gf     | Gs     | DR  |
| ------------------ | ----- | ------ | ------ | ------ | ------ | ------ | ------ | --- |
| Primera División   | 62    | 38     | 28     | 6      | 4      | 95     | 26     | +69 |
| Coppa del Re       | -     | 8      | 3      | 2      | 3      | 13     | 11     | +2  |
| Coppa dei Campioni | -     | 8      | 4      | 3      | 1      | 12     | 7      | +5  |
| Totale             | -     | 58     | 35     | 13     | 10     | 114    | 52     | +62 |

### Statistiche dei giocatori
| Giocatore      | Primera División | Primera División | Primera División | Primera División |
| Giocatore      | Pres             | Gol              | Am               | Esp              |
| -------------- | ---------------- | ---------------- | ---------------- | ---------------- |
| Aldana         | 4                | 2                | -                | -                |
| Agustín        | 1                | -                | -                | -                |
| Aragón         | 1                | -                | -                | -                |
| Butragueño     | 32               | 12               | -                | -                |
| Buyo           | 35               | -                | 4                | -                |
| Camacho        | 30               | -                | 2                | -                |
| Gallego        | 18               | 2                | -                | -                |
| Gordillo       | 35               | 6                | 1                | -                |
| Janković       | 29               | 3                | 1                | 1                |
| León           | 1                | -                | -                | -                |
| Llorente       | 22               | 2                | -                | -                |
| Maceda         | 2                | -                | -                | -                |
| Martín Vázquez | 35               | 5                | 3                | -                |
| Mandia         | 1                | -                | -                | -                |
| Míchel         | 35               | 14               | 4                |                  |
| Mino           | 6                | -                | -                | -                |
| Otxotorena     | 2                | -                | -                | -                |
| Pérez          | 5                | -                | -                | -                |
| Santillana     | 12               | 4                | -                | -                |
| Solana         | 22               | -                | -                | -                |
| Tendillo       | 36               | 4                | 4                | -                |

                               Hugo Sanchez?